# Ljachow-Mammut
Das Ljachow-Mammut (auch Wollossowitsch-Mammut bzw. Jeterikan-Mammut oder Atrikanowa-Mammut) wurde 1906 auf der Großen Ljachow-Insel in Jakutien entdeckt. Der im Pariser Naturkundemuseum, dem Muséum national d’histoire naturelle, ausgestellte Fund ist der einzige eines sibirischen Wollhaarmammuts außerhalb Russlands. Es lebte vor 49.000 Jahren.
Auf seiner Expedition zur Bergung des Sanga-Jurjach-Mammuts erfuhr der russische Geologe Konstantin Wollossowitsch 1908 von einem einheimischen Jäger, dass bereits zwei Jahre zuvor ein gut erhaltenes Wollhaarmammut auf der Großen Ljachow-Insel entdeckt worden war. Demnach lag das Mammut im gefrorenen Schwemmsand des Bachs Jeterikan, aus dem nur die rechte Seite des Kopfes herausschaute. Während Wollossowitschs Begleiter Eugen Pfizenmayer das Sanga-Jurjach-Mammut nach Sankt Petersburg transportierte, eilte er selbst an den vom Jäger bezeichneten Fundort. In der Annahme, die Kaiserlich Russische Akademie der Wissenschaften würde die Ausgrabung finanzieren, begann er mit Hilfe einheimischer Jäger mit der Bergung des Kadavers. Da Wollossowitsch während der Ausgrabung, die in den Sommermonaten der Jahre 1908 bis 1910 durchgeführt wurde, kein Geld von der Akademie erhielt, wandte er sich um finanzielle Unterstützung an den Grafen Alexander Stenbock-Fermor (1878–1945), der ihm die Kosten erstattete. Die Mammutteile wurden in gefrorenem Zustand auf Hundeschlitten über eine Distanz von etwa 4000 km transportiert, dann mit dem Boot nach Irkutsk und von dort mit der Bahn nach Sankt Petersburg gebracht. Auf dem Gut Stenbock-Fermors in Lachta wurden sie bis zur Präparation in einem Kühlhaus gelagert.

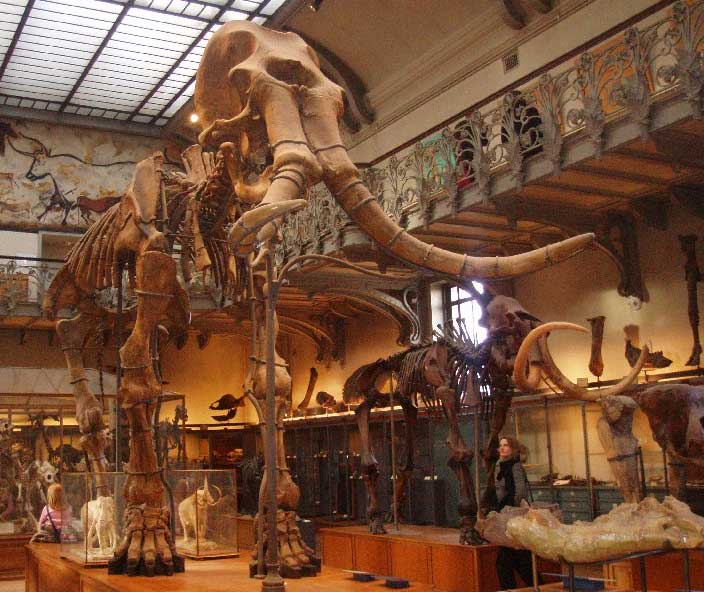
Muséum national d’histoire naturelle: Skelett eines Südelefanten (im Hintergrund das Ljachow-Mammut)

Stenbock-Fermor schenkte das Mammut 1912 dem Muséum national d’histoire naturelle in Paris. Es ist bis heute das einzige sibirische Wollhaarmammut, das in ausländischem Besitz ist. Die Schenkung umfasste den Schädel mit dem linken Stoßzahn, die vier Beine mit Haut, Nägeln und teilweise erhaltener Behaarung, ein großes Hautstück von Kopf und Rücken mit dem linken Ohr und dem linken Auge, ein Hautstück von der Kruppe mit einem Teil des Schwanzes und einigen kleineren Hautstücken von verschiedenen Stellen des Rumpfes sowie den größten Teil der Knochen des Rumpfskeletts. Schon zuvor hatte Stenbock-Fermor dem Museum Pflanzenreste von der Fundstelle gespendet. In Paris wurden wissenschaftliche Untersuchungen vorgenommen, die unter anderem das Blut, die Haut und das Fell betrafen. In jüngerer Zeit trug die Extraktion und teilweise Sequenzierung der mitochondrialen DNA des Ljachow-Mammuts zu einer Kontroverse über die phylogenetische Position des Wollhaarmammuts bei. Vor einer Aufstellung des Skeletts mussten die vorhandenen Fleischbestandteile entfernt werden, ohne sie zu zerstören. Erst 1957 schloss Yves Coppens die von Marcellin Boule begonnene Montage des Skeletts ab, das im Rahmen einer Ausstellung über die Evolution der Wirbeltiere und den Ursprung des Menschen erstmals der Öffentlichkeit präsentiert wurde. Anschließend bekam es einen festen Platz in der Halle der Galerie für vergleichende Anatomie und Paläontologie. Seit 1998 wird es gemeinsam mit den Skeletten anderer fossiler Rüsseltiere gezeigt wird.
Das Ljachow-Mammut war ein männliches Tier, das vor etwa 49.000 Jahren lebte und ein Lebensalter von etwa 30 Jahren erreichte. Es besaß eine Widerristhöhe von 2,60 m und eine Länge von 4,25 m.